# 哥哥的情人
《哥哥的情人》（英語：Three Summers），又名為《三個夏天》，是一部香港與臺灣合拍，於1993年上映的時裝電影，由劉國昌執導，張艾嘉等編劇，陳少霞、梁朝偉等主演。本片雖得臺灣的中央電影事業股份有限公司投資，但故事背景是香港的漁村大澳，題材與臺灣並無關係，演員亦以香港演員為主。

## 故事大綱
故事講述大澳少女半尺（陳少霞飾），與從市區前來參加環保渡假營的年青男女為伴，她的哥哥阿偉（梁朝偉飾）亦因故返回大澳居住。半尺於三個夏天中見盡年青男女的愛恨離合，以及哥哥的情事，內心從中成長。

## 演員表
| 演員   | 角色                   | 備註 |
| ------ | ---------------------- | --- |
| 陳少霞 | 半尺（國語版：罔腰）   | 生長於大澳的漁民少女，經常提及自己哥哥，本片以其視點及自述展開。第二個夏天時曾表示時為16歲。第三個夏天準備離開大澳往市區升學及就業。因出生時矮小而取名「半尺」 。                                                                  |
| 梁朝偉 | 偉                     | 半尺的哥哥。本已搬往香港市區生活，職業是遊艇駕駛員，但因戀上黑社會老大的情婦，被打傷，回大澳避禍。第二個夏天時曾被黑社會成員上門恐嚇，並挾持半尺對他要脅 。                                                                        |
| 葉玉卿 |                        | 沒交代名字。黑社會老大的情婦，同時又戀上偉，第二個夏天時往大澳找偉。 |
| 莊域飛 | 齋鹵味                 | 研究自然生態的美國學者，租用半尺家的石屋，每年舉辦環保渡假營。 |
| 侯蔚雲 | 齋太                   | 齋鹵味的華裔妻子。第二個夏天時懷孕。 |
| 吳倩蓮 | Flora                  | 第一、二個夏天時參加環保渡假營的學生。第一個夏天時是Lam的女友，第二個夏天時已成為亞隆女友，後發現懷孕及流產。 |
| 陳錦鴻 | Lam                    | 第一個夏天時參加環保渡假營的學生，Flora男友。後交代他到外國讀書，與Flora分手。 |
| 陳淑儀 | Sean                   | 第一、二個夏天時參加環保渡假營的學生，Lam及Flora的好友。第二個夏天時因接受不到Flora移情別戀，變得神經質，並以惡作劇滋擾渡假營，最後在山中發狂時被九哥等人誤當成山妖打傷。 影評人陸澄認為此角色代表著成長中沒法趕上現實變奏的例子。 |
| 張珮華 | Nancy                  | 第一、二、三個夏天時參加環保渡假營的學生。曾對偉有傾慕之意。 |
| 周昭倫 | 亞隆（粵語版讀音：窿） | 第一、二個夏天時參加環保渡假營的學生。第二個夏天時已成為Flora男友。 |
| 蔡子傑 | 小猴（侯子傑）         | 第二個夏天時參加環保渡假營的學生。已舉家移居紐西蘭，回港渡假。常拿著手提攝錄機拍攝，初為半尺所討厭，後雙方產生愛意。第三個夏天時已沒有與半尺聯絡。                                                                                 |
| 羅雪玲 |                        | 第二個夏天時參加環保渡假營的學生。 |
| 王忠巡 | 九哥                   | 大澳少年，常與半尺鬥嘴。第二個夏天時帶領男生到山中捉傳說中的山妖。第三個夏天時，表現出對半尺離去的不捨及着緊之情。 影評人陸澄認為此角色代表著大澳人的純樸及無知。                                                                  |
| 梁錦燊 | 偉父                   | 半尺及偉之父，漁民。 |
| 馮素波 | 偉母                   | 友情演出。半尺及偉之母，漁民，識字不多，不懂正確執筆手勢。 |
| 吳回   |                        | 友情演出。討論山妖作祟的大澳街坊之一。 |
| 魯文傑 | Nancy男友（Simon）     | 第三個夏天時與Nancy結伴到訪大澳的男友。 |

## 製作

### 構思
本片是由中影及張艾嘉主導，由她們找導演劉國昌拍攝。（張艾嘉為劉國昌名作《廟街皇后》的主演者。）
故事構思主要出自張艾嘉，曾聘請多位香港編劇執筆，但在感情戲及環保題材的兼顧上未能滿意，最後仍由張艾嘉親自執筆。對於創作意圖，劉國昌亦曾在訪問中表示「希望把一些我們近乎忘記的歲月情感重新提昇出來，更加重要的是去反映我們周遭的環境」。

### 選角及演繹
劉國昌表示，女主角半尺的演員陳少霞是副導演於學校門口物色而來（劉國昌於其電影處女作《童黨》亦以此做法尋找主要演員），沒有演戲及拍廣告經驗，符合他們希望的單純氣質。
梁朝偉看過初稿後不再細閱劇本，採用憑即場感覺來演的方法。劉國昌認同此法，由於本片半尺與哥哥二人的內心戲交流很多，梁朝偉這種演法較像缺乏經驗的新人，因而較能配合新人陳少霞。
葉玉卿所演角色的內心戲不多，只是利用她的形象來製造一個「哥哥的情人」。

### 其他
劉國昌表示，本片成本約六百多萬港元。
本片於大澳實地取景拍攝。片中結尾提及為了配合當時的新機場興建計畫，附近的觀音廟需要搬遷。

## 音樂
| 版本   | 名稱       | 作曲   | 作詞   | 主唱   |
| ------ | ---------- | ------ | ------ | ------ |
| 粵語版 | 離開．離去 | 李宗盛 | 唐書琛 | 張艾嘉 |
| 國語版 | 愛的代價   | 李宗盛 | 李宗盛 | 張艾嘉 |

## 發行

### 臺灣
按《中華民國八十二年電影年鑑》（紀錄前一年即民國八十一年/1992年資料），本片（片名《三個夏天》）執照由1992年10月2日起，分類為臺灣本土電影。本片於1993年8月6日在臺灣上映。

### 香港
本片於1993年5月14日至6月2日在安樂院線上映共二十天，票房約港幣三百六十萬元。

## 評價

### 原名及葉玉卿線
《三個夏天》是本片製作時所取的原名，但為了對商業片市場的吸引力，在香港上映時改名為《哥哥的情人》，而哥哥與葉玉卿飾演的黑社會情人的瓜葛，這條線的出現亦是出於市場考慮，導演劉國昌曾坦白承認這點。影評人普遍認為原名更能反映本片主題。而葉玉卿線的商業風格與其他線的藝術風格呈現明顯分別，影評人楊孝文對於這種格格不入持負面看法，臺灣電影人王瑋則持開放態度。影評人石琪亦認為葉玉卿線沒有火花，純粹加插明星，梁朝偉在主線上的兄妹情亦演得好過這條偷戀線。

### 環保訊息
本片講述學生參加環保渡假營，也提到大澳人對於大自然的觀念、簡樸生活，常滲入環保訊息，導演劉國昌曾表示這點是他聽完張艾嘉的故事構思希望加入的。陸澄認為環保意識鮮明。楊孝文對此亦較為肯定，他指出「整部戲都希望展示綠色思想的重心，就是人與人之間的關係，人與大自然之間的關係和人與自己的關係」，但他同時也指出全片顯得欠缺重心，以致訊息模糊之感，人與大自然之間的關係也表達得過於著跡，其功能性大於藝術性。王瑋則完全否定，他認為本片重心是年輕人成長，並無閳述深刻的環保理念，環保議題是趕時興，「在片中毫無意義，也沒有任何功用」。石琪認為香港市區與離島大近，故事背景定於臺灣漁村更好。

### 故事結構
影評人朗天指出本片劇本完整嚴密，三個夏天代表正、反、合的辯證過程：第一個夏天的美好日子是女主角未經現實洗禮的「理想」；第二個夏天事事違背其期望，象徵心靈陰暗面的「山妖」作祟，是現實洗禮的到來；第三個夏天是「理想」經洗禮後，「進入生活，進入人的內心」。
陸澄則從三條愛情線分析：半尺與小猴代表純真初戀；Flora等人的三角戀代表正在更新蛻變的愛情；偉與黑社會、情人的瓜葛，代表一段告終的愛情及箇中承受的創傷。

### 其他
朗天認為飾演哥哥的梁朝偉偶像味道太濃，此角沒有經過「脫魅」（Disenchantment），女觀眾容易在偶像式兄長的幻想中代入女主角，影響對電影主題的體會，造成局限。

## 獎項及提名
| 年份 | 頒獎典禮             | 獎項       | 名單   | 結果 |
| ---- | -------------------- | ---------- | ------ | ---- |
| 1994 | 第13屆香港電影金像獎 | 最佳新演員 | 陳少霞 | 提名 |

## 備註
1. 1 2 3 4 5 6 7 8 9 10 11 12 13 14 15  按片尾名單。
2. 1 2 3 4  本片起用多位年青舞台劇演員飾演年青學生，而他們後來多在香港舞台劇界活躍多年，成為資深演員或製作人。

## 外部連結
- 香港影庫上《哥哥的情人》的資料（繁體中文）
- 互联网电影数据库（IMDb）上《哥哥的情人》的资料（英文）
- 豆瓣电影上《哥哥的情人》的資料 （简体中文）
- 时光网上《哥哥的情人》的資料（简体中文）
- AllMovie上《哥哥的情人》的资料（英文）